# Nueva ola ucraniana

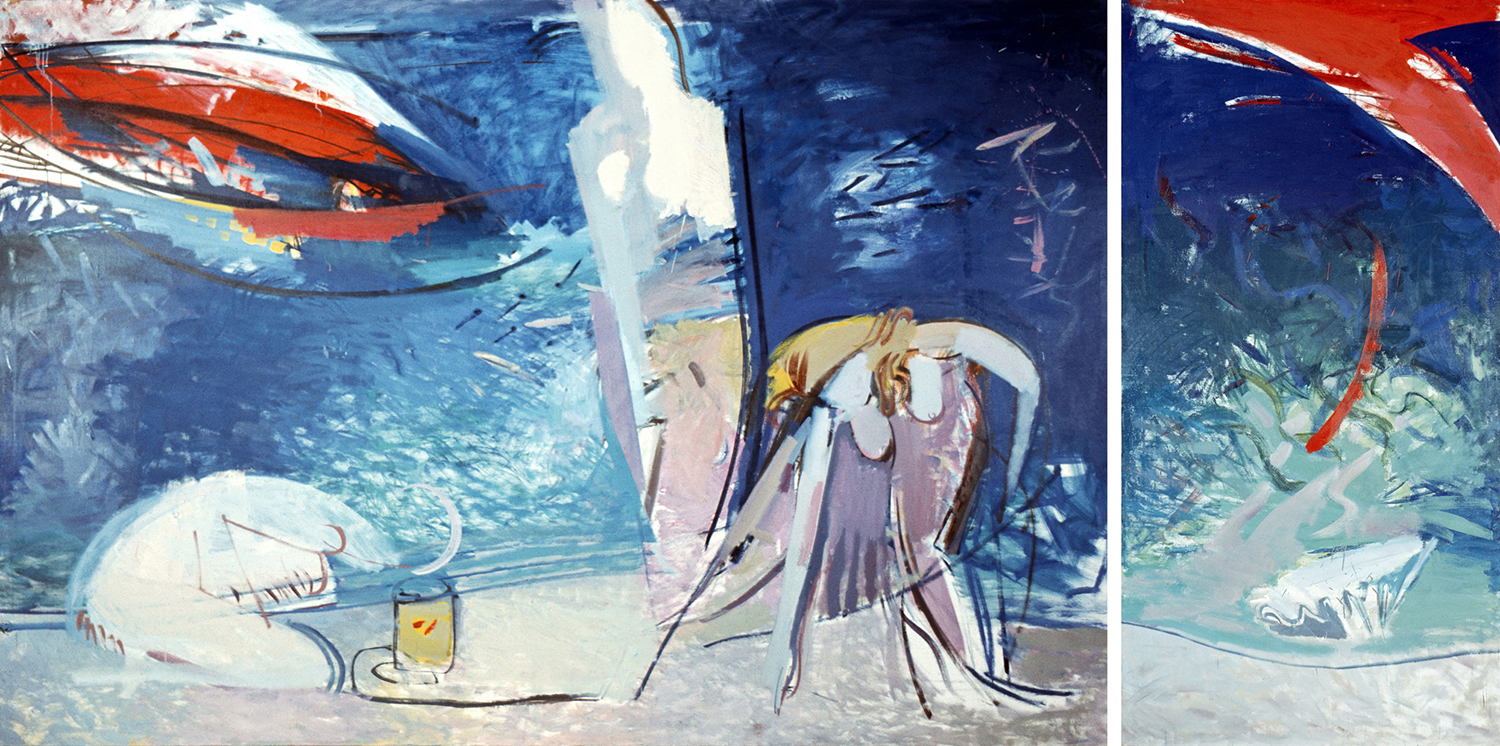
Caracteres indescifrables de la orilla, Vasili Riabchenko (1989)

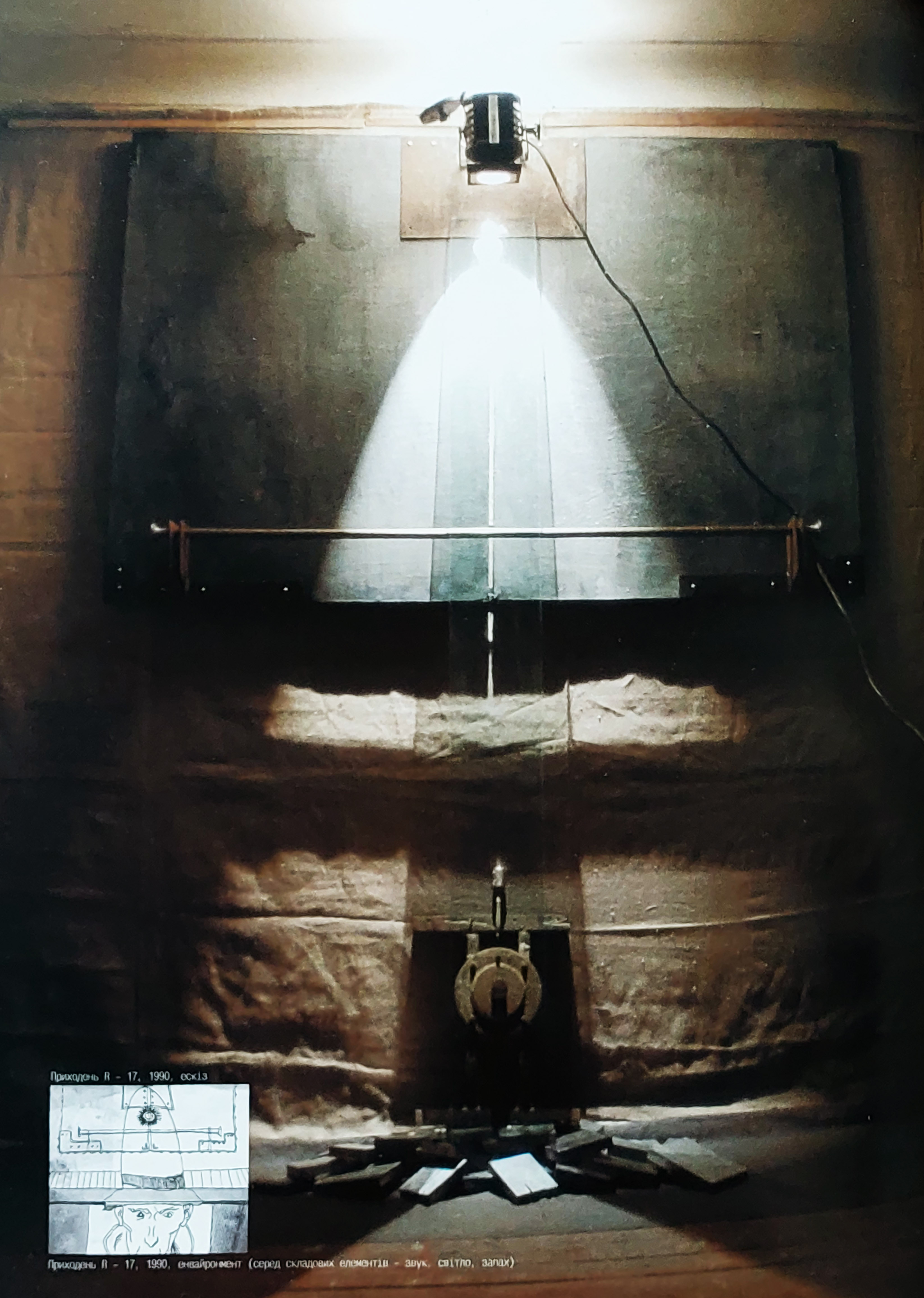
Objeto de arte de Glib Viches R-17 (1990)

La new wave ucraniana o nueva ola ucraniana (en ucraniano: Нова українська хвиля) es un conjunto de direcciones creativas que surgieron en Ucrania en el período de finales de la década de 1980 a principios de la década de 2000 en reacción a los turbulentos acontecimientos sociopolíticos de esa época, como el colapso de la Unión Soviética, la perestroika y la Declaración de Independencia de Ucrania. Se trata de una de las manifestaciones más influyentes del posmodernismo ucraniano, que se caracteriza por una variedad de obras y grupos de naturaleza tanto destructiva como constructiva, destinados tanto a fortalecer las características de las bellas artes como a alejarse de ellas hacia el accionismo y reemplazar el arte tradicional con las últimas tecnologías.  El poliestilismo brillante de la nueva ola ucraniana tiene su origen en el período anterior del arte underground ucraniano, que surgió de forma espontánea, sin censura ni restricciones ideológicas.
En el arte internacional, el término new wave se refiere al período de renovación creativa que reúne una amplia gama de movimientos de finales de los años 1970 y 1980, asociados a las manifestaciones del posmodernismo en el diseño, la arquitectura, la cinematografía, la música y la literatura. En Ucrania, el new wave tuvo su protagonismo principalmente en las artes visuales y no en la música o el cine, como la nueva ola francesa o la nueva ola del heavy metal británico. Sin embargo, las características de la nueva ola ucraniana todavía se manifestaban ocasionalmente en el cine, el teatro, la literatura y la música de Ucrania.
Las obras del grupo principal de artistas se presentaron en el Museo Nacional de Arte de Ucrania en 2009, en la exposición "Nueva Ola Ucraniana".

## Comienzo y desarrollo
La base del movimiento fue una nueva generación de artistas (nacidos en la década de 1960) que recién comenzaban sus carreras y ya no estaban bajo la presión de las autoridades, lo que coincidió con la liberalización de la era de la perestroika y la reducción de la influencia del colectivo sobre el individuo. La influencia del posmodernismo se vio claramente en el arte de la joven generación de artistas de muchas ciudades de Ucrania. Buscaron inspiración en muestras de la vanguardia clásica, la neovanguardia, el modernismo occidental, la transvanguardia italiana, el posmodernismo, el neoclasicismo, el arte popular y otros.
Como movimiento panucraniano, el fenómeno se formó después de una serie de exposiciones juveniles en 1987-1988 en Kiev y Járkov y los plein airs Sedniv-88 y Sedniv-89. Entre las instituciones que por primera vez apoyaron a los jóvenes artistas a nivel nacional se encontraba Soviart, las secciones juveniles de la Unión de Artistas de Kiev y Járkov. Los catálogos de las exposiciones de Soviart: "Vista 21" (1989) y "Pintura Ucraniana" (1990) son las fuentes principales que cubren el comienzo del movimiento. La unidad de los artistas en una dimensión más local fue promovida por las organizaciones "TOH", "Centro de Europa", "Tres Puntos", "Panorama", Bienal "Impreza" y "Renacimiento". Entre las principales exposiciones en las que participaron los artistas de la nueva ola estaban las Exposiciones de la Juventud (Moscú y Kiev, 1987-1989), las exposiciones de Soviart y otras.
En 1990 Marat Guelman abrió su galería privada de arte contemporáneo en Moscú. Reunió una colección de arte ucraniano y ruso que se convirtió en el núcleo de la exposición "Ola del Sur de Rusia", realizada en 1992. Más tarde, los artistas ucranianos de la "ola del sur" comenzaron a exponer de forma independiente bajo el nombre de "nueva ola Ucraniana". De 2002 a 2004 en Kiev funcionó una sucursal local de la Galería Guelman, dirigida por Oleksandr Rojtburd, donde se presentaron artistas de la nueva ola ucraniana como Arsen Savadov, Oleg Golosi, Valeria Trubina y otros.
Los artistas de la nueva ola no tenían una única cosmovisión ni muchos rasgos comunes en sus obras. Los signos del movimiento fueron la libertad creativa, la independencia de la persona respecto del colectivo que dio origen a la novedad, a la experimentación y a la imparcialidad. Los artistas de la "ola" eran muy diferentes, y debido a esto en la década de 1990 el movimiento ya estaba dividido en varios grupos según las preferencias estéticas.
El movimiento también incluía: la "transvanguardia ucraniana" (pinturas de transvanguardia, en su mayoría artistas de Kiev y Odesa); el "posmodernismo ucraniano occidental" de artistas de Leópolis e Ivano-Frankivsk, que se dedicaban principalmente a instalaciones y accionismo; el "posmodernismo de Kiev", cuyos artistas crearon numerosas instalaciones. La base teórica para ellos fueron las ideas principales del teórico transvanguardista italiano Achilles Bonito Oliva.
Otros artistas de esta generación eligieron caminos creativos individuales, cercanos a las corrientes modernistas y tradicionales de la época pero en la interpretación de un nuevo período temporal: neoexpresionismo, realismo fantástico, impresionismo, postimpresionismo, fotorrealismo, hiperrealismo y otros, que en general fueron llamados " poliestilismo ".

## Participantes de la nueva ola ucraniana
Más de quinientos artistas participaron en la Nueva Ola Ucraniana. Entre ellos se encuentran Mikola Babak, Iliá Chichkan, Oleksandr Hnilitski, Olena Golub, Pavló Kerestey, Vlad Jart, Yuri Kosin, Les Podervianski, Íhor Podolchak, Oleksandr Rojtburd, Vasili Riabchenko, Arsen Savadov, Andri Sahaidakovski, Serguéi Sviatchenko, Marina Skugareva, Feodosi Tetianich, Oleg Tistol, Glib Viches, Nicholas Zalevski, Alexander Zhyvotkov y otros.